# 褐河乌
，又名帕氏河乌、亚洲河乌，俗称水乌鸦、小水乌鸦，是广泛分布于亚洲的一种河乌属鳥類，在欧洲、非洲北部、印度、中国、东南亚等地都有分布。
褐河乌在其分布区内为留鸟，其栖息在中低海拔的开放的河流环境中，食性为肉食性，主要食物来源是水生动物。

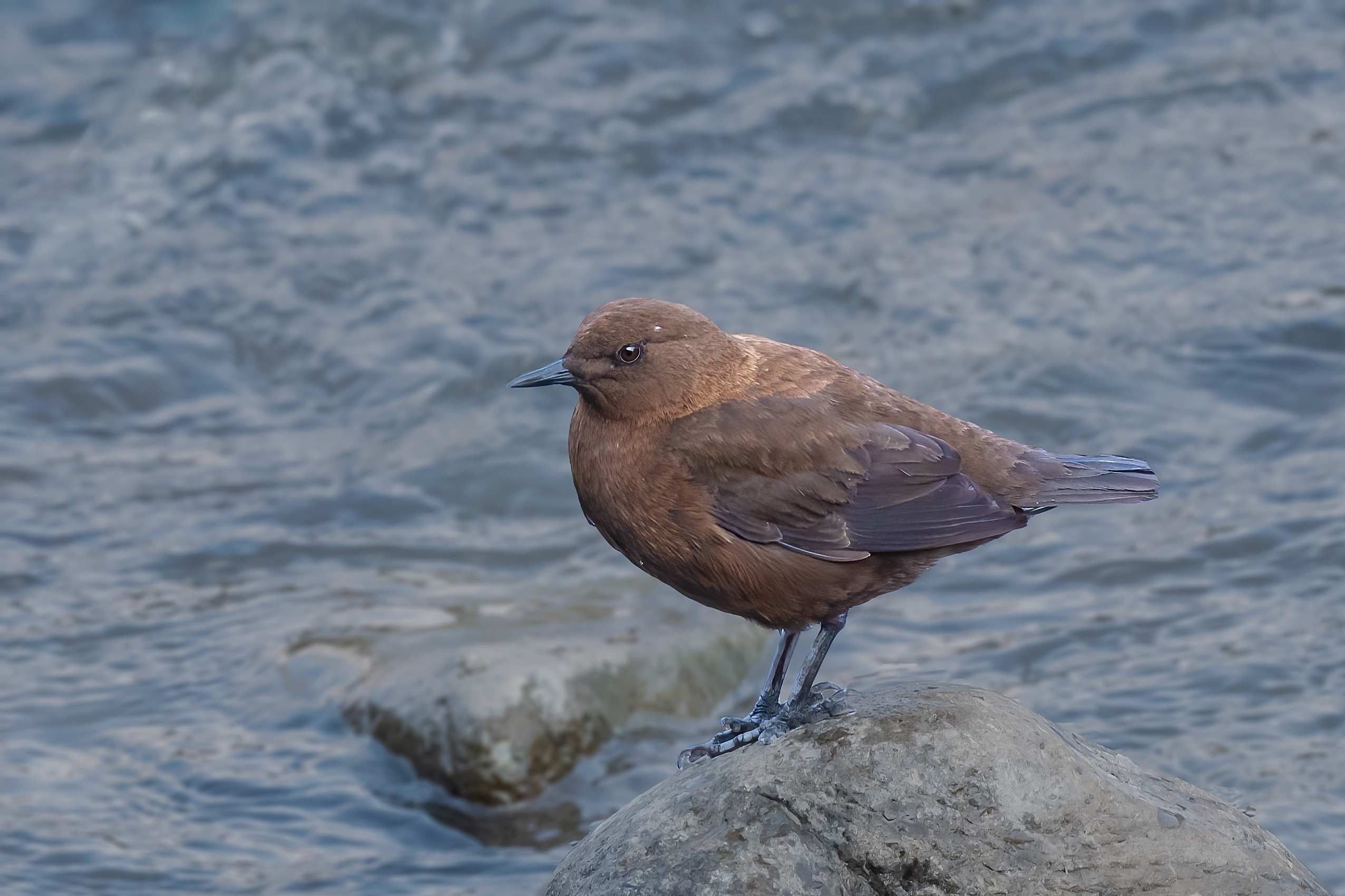
Brown Dipper,Pahalgam, Anantnag, Jammu and Kashmir

## 描述
這是一種類似鶇鳥的鳥類，尾巴微翹。它的羽毛是巧克力棕色，背部和胸部略淺。身長 22 cm（8.7英寸） 和體重 87 g（3.1 oz）  是所有河烏中最大的。這種不常見的物種棲息在中低海拔的地方，山溪流淌的區域。

## 分類學
河烏是由荷蘭動物學家康拉德·雅各·特明克於1820年描述的，並給予雙名法名稱 Cinclus pallasii. 模式產地 是東西伯利亞. 種名 pallasii 是為了紀念普魯士自然學家 彼得·西蒙·帕拉斯（1741–1811）。 現在歸入這個屬的五個物種中，分子遺傳學研究顯示與河烏最相近的物種是白喉河烏（Cinclus cinclus）。
河烏有三個亞種：
- C. p. tenuirostris Bonaparte，1850年 – 北阿富汗及中亞山區至中喜馬拉雅
- C. p. dorjei Kinnear，1937年 – 東喜馬拉雅至緬甸及西北泰國
- C. p. pallasii Temminck，1820年 – 東西伯利亞至中國中部，向東至薩哈林島、千島群島、日本和台灣，南至中國南部，北至印度支那。[7]

## 飲食與攝食生物學
河烏可以透過潛入溪流中捕食較大的底棲生物，或者在溪流較淺的地方蹚水撿取底部較小的生物。成鳥類會在十二月至四月潛水捕食，這段時間有較多的底棲生物。由於這段期間也是河烏的繁殖季節，需要更多食物，因此潛水捕食大型食物是必要的。然而，成鳥類在一年其餘時間則會透過蹚水和在溪底撿食的方式覓食。河烏的雛鳥和幼鳥也會通過潛水覓食。 一小群在孫塔爾哈亞塔山脈的熱泉過冬的河烏，在氣溫降至-55 C以下時會在水下覓食。 在颱風過後，台灣高地的河烏因洪水而被迫遷移至相對較劣質的溪流，這些溪流可能成為重要的避難所。

## 圖庫

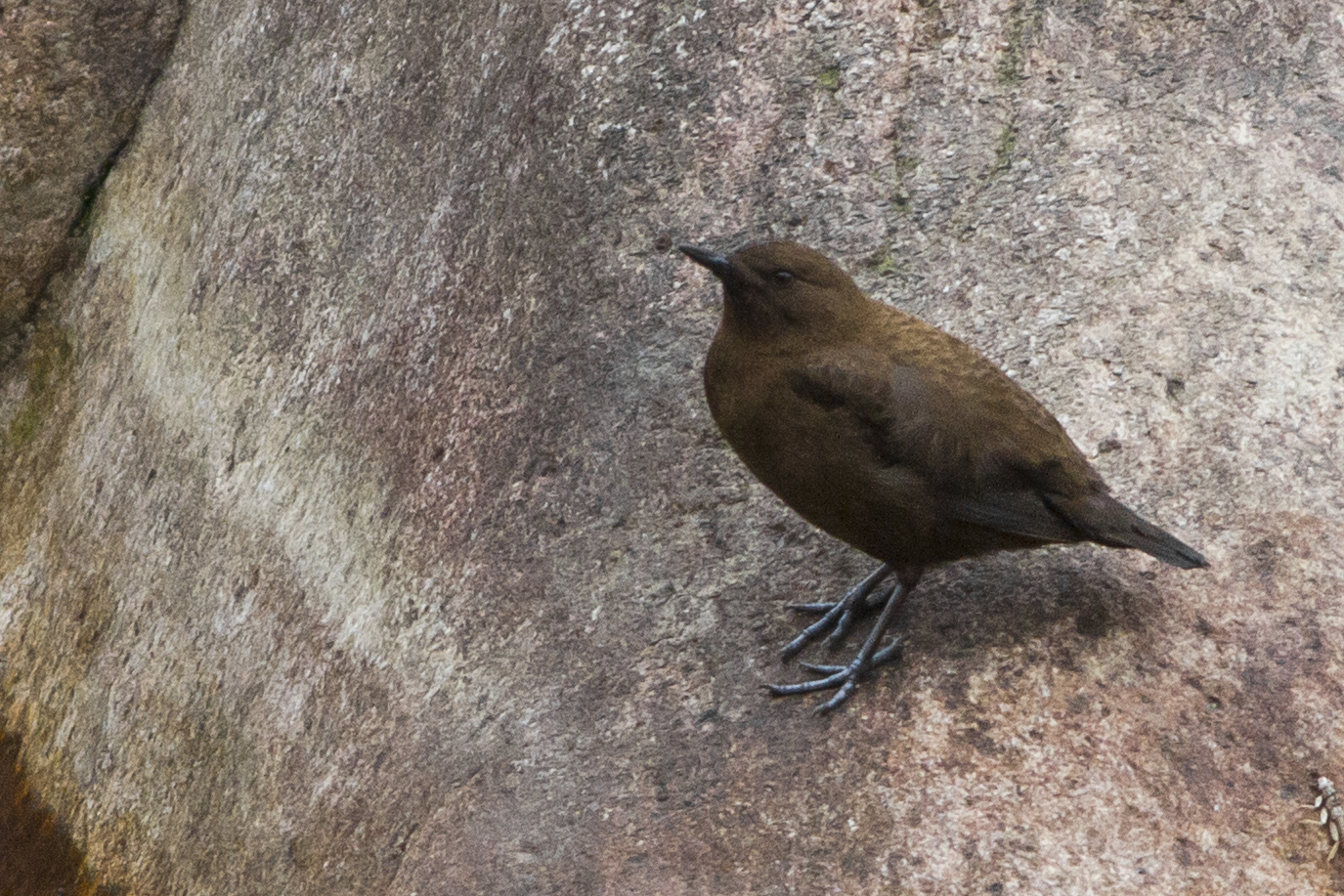
C. pallasii tenuirostris 於錫金的Lingtam小村莊，印度
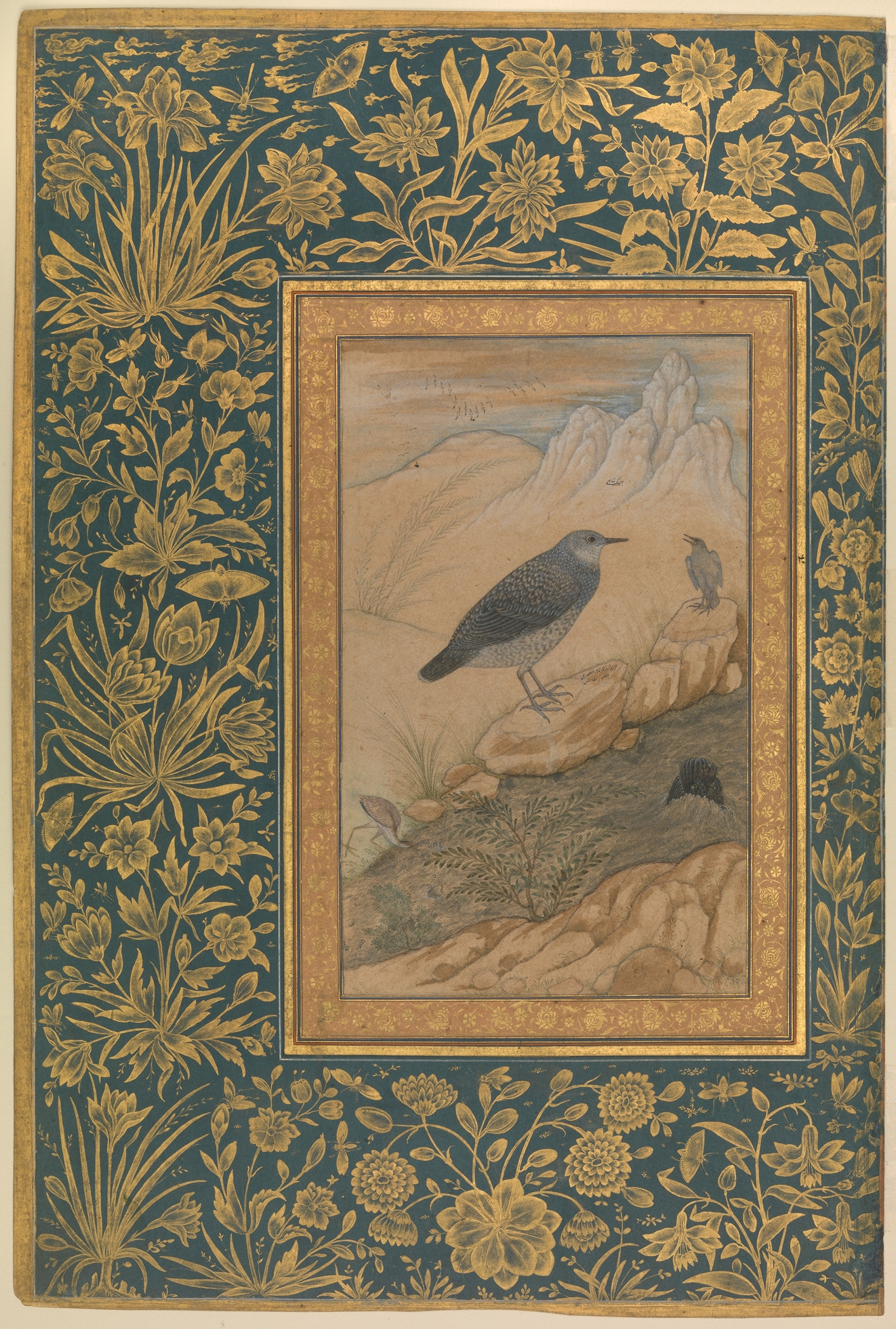
河烏(c. 1620)的蒙兀兒繪畫 繪者 烏斯塔·曼蘇爾
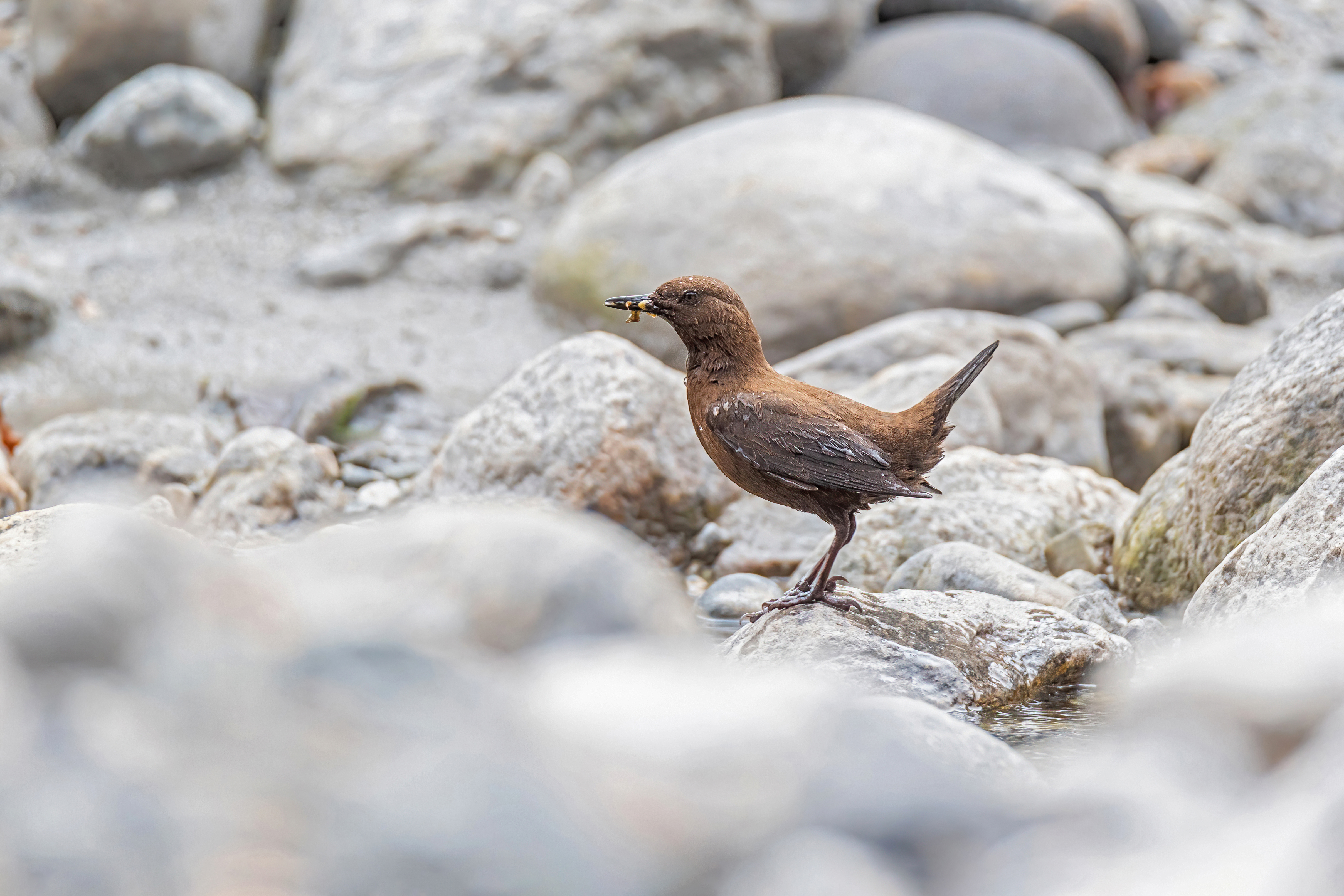
在藍唐國家公園，尼泊爾